# Queen’s Park (Toronto)

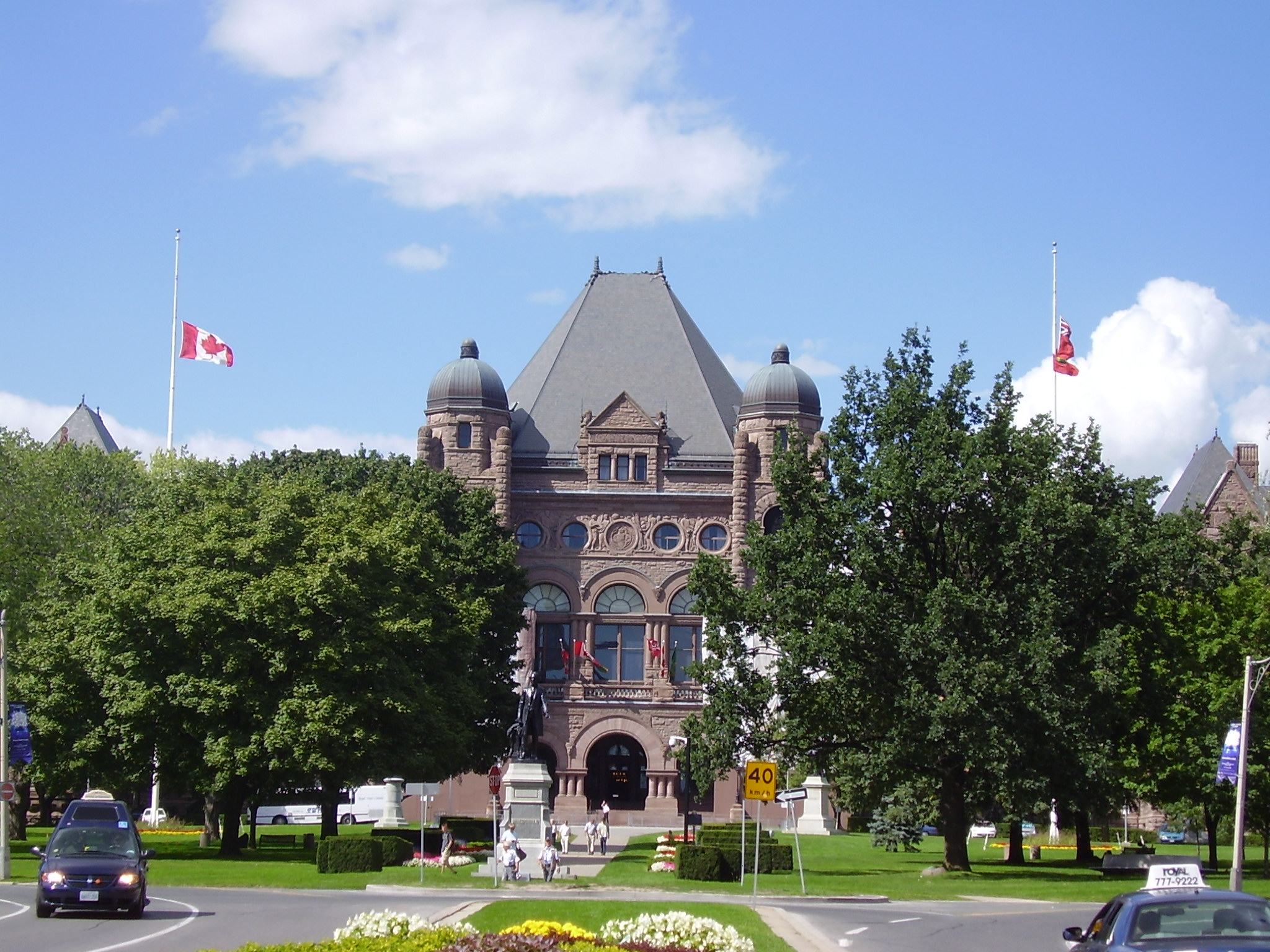
Budynek parlamentu Ontario

Queen’s Park – potoczna nazwa budynku parlamentu Ontario w kanadyjskim mieście Toronto, znajdującego się w parku o tej samej nazwie.
Budynek parlamentu położony jest w samym centrum miasta, niedaleko od Yonge St. Obecny budynek postawiono w 1892. Jest charakterystyczny ze względu na swoją neoromańską formę z wieloma zdobieniami w różowym piaskowcu i wielkimi oknami. Budynek otwarty jest dla zwiedzających. Do budynku wiedzie szeroka University Avenue. Na niej w pobliżu parlamentu zbudowano wiele szpitali, z których część przypomina hotele lub biurowce.
Na zewnątrz parlamentu stoi posąg królowej Wiktorii i Johna Gravesa Simcoe, pierwszego gubernatora prowincji, oraz 2 armaty z Krymu. Królowa podarowała miastu w 1859 te rosyjskie działa za zasługi podczas walki o Sewastopol.
Stąd, około 21 maja rokrocznie ruszają pochody na uroczystą paradę Victoria Day.